# Leptotyphlops carlae
Leptotyphlops carlae er en lille slange, som tilfører slangefamilien Falske ormeslanger (Latin: Leptotyphlopidae). På engelsk betegnes slangen Barbados Threadsnake.
L.carlae er en blind slangeart, hvor de voksne individer er blot ca. 10 cm lange, og af tykkelse som en spaghetti og med en vægt på blot 0,6 gram. Slangen blev første gang fundet under en sten i skovbunden i et truet skovområde på Barbados af biologen S. Blair Hedges, fra Penn State University, og fundet blev offentliggjort den 3. august 2008  . 
Forskerne vurderer, at den kun findes på Barbados. Den lever under jorden af termitter og termitlarver. 
L.carlae formerer sig ved æg, men mens andre slanger lægger mange æg, helt op til 100, så er L.carlae karakteriseret ved kun at lægge ét, men forholdsmæssigt, større æg. Dette har fået forskerne til at drage den foreløbige konklusion, at L.carlae har noget nær den mindste størrelse som en slange kan have, da ægget formentlig ikke kan være mindre, hvis den nyudklæggede slangeunge skal kunne overleve. Skønt slangen i fuldvoksen skikkelse blot er ca. 10 cm lang er dens æg ca. 3,2 cm lang med en tykkelse på ca. 2 mm. En nyklækket unge vil have en størrelse på 4-5 cm, dvs. næsten halvt så lang som et fuldvoksent individ. Til sammenligning har nyudklækkede unger fra større slanger blot en længde på 5-10% af det voksne individs længde 
Den nyfundne slangeart tilhører formodentlig allerede nu gruppen af stærkt udrydningstruede arter, da det naturgrundlag den er afhængig af, uberørte skovbundsområder, er under stærkt pres, også på Barbados.